# 玛丽亚皇后级战列舰
玛丽亚皇后级战列舰 是沙皇俄国海军为黑海舰队建造的第一种无畏舰。三舰都在尼古拉耶夫船厂建造。两艘是在后改名61公社社员船厂的船坞建造，第三艘在黑海船厂 (俄语：ONZiV)建造。头两艘于1915年完工并和德国海军赠与土耳其海军的战列舰交战，第三艘二月革命时未完工。
玛丽亚皇后号由于弹药库爆炸1916年沉于塞瓦斯托波尔。叶卡捷琳娜女皇号被于1917年重新命名为“自由俄罗斯号”1918年为免被德军按布列斯特条约俘获于新罗西斯克自沉，亚历山大三世号改名为“自由号”转交给德军，仅进行了一次出海训练就因德国战败转交给协约国。英国于1920年将她转交俄国白军，重命名为阿列克谢耶夫将军号。此时 她只有一座炮塔能用，但是在白军失利后转到克里米亚，加入弗兰格尔的海军并被法国拘留，1930年代解体以支付停泊费。